# James Mahoney (Basketballspieler)
James W. Mahoney (* 1941) ist ein ehemaliger US-amerikanischer Basketballspieler.

## Werdegang
Mahoney war in den 1960er und 1970er während seiner Dienstzeit bei der US-Armee als Basketballspieler und -trainer in der Bundesrepublik Deutschland tätig. Der Basketballverband Pfalz bezeichnete ihn als einen „der prägendsten amerikanischen Basketball-Botschafter in der Region“. Mahoney spielte beim TV Dürkheim und beim TV Kirchheimbolanden. Mit der Dürkheimer Mannschaft wurde er im Jahr 1968 beim Deutschen Turnfest in Berlin Zweiter des Basketballwettbewerbs. In der Saison 1969/70 trat Mahoney mit Kirchheimbolanden in der Basketball-Bundesliga an, belegte dort abgeschlagen den letzten Tabellenplatz der Südstaffel.
Mahoney war Trainer der Damen des TV Dürkheim. 1971 heiratete er in Maikammer die gebürtig aus Ludwigshafen stammende und ebenfalls die Sportart Basketball betreibende Konstanze Goger († 2007), später lebte das Paar mit seinen zwei Töchtern im US-Bundesstaat Georgia.
Im November 2022 wurde James Mahoney, ebenfalls unter seinen Spitznamen Buddy und Boney bekannt, bei einem Deutschland-Besuch mit der Goldenen Ehrennadel des Basketballverbandes Pfalz ausgezeichnet.